# Annals of Neurology
Annals of Neurology è una rivista medica sottoposta a revisione paritaria, che pubblica articoli di "ampio interesse nel campo della neurologia, in particolare quelli di grande impatto nella comprensione dei meccanismi e del trattamento delle malattie del sistema nervoso umano".
Secondo il Journal Citation Reports, nel 2020 Annals of Neurology ha ricevuto un fattore di impatto pari a 10,422, collocandosi al 9º posto fra 208 riviste nella categoria "Neurologia clinica".

## Storia
Il primo numero è stato dato alle stampe nel 1977.

## Capiredattori
Si riporta di seguito l'elenco dei capiredattori della rivista:
- Clifford B. Saper, 2018-
- Steven L. Hauser, 2006–2013
- Richard T. Johnson, 1997–2005
- Robert A. Fishman, 1993–1997
- Arthur K. Asbury, 1985–1992
- Fred Plum, 1977–1984.